# Xyrosaris acroxutha
Xyrosaris acroxutha är en fjärilsart som beskrevs av Turner 1923. Xyrosaris acroxutha ingår i släktet Xyrosaris och familjen spinnmalar. Inga underarter finns listade i Catalogue of Life.